# Claudine Monteil
Claudine Monteil, född 29 november 1949 i Paris, är en fransk författare, kvinnorättsspecialist, historiker och tidigare fransk diplomat. Hon har en doktorsexamen baserad på studier av Simone de Beauvoirs skrifter och liv.

## Biografi

### Tidiga år
Claudine Monteil, född Serre, växte upp i en akademisk familj.  
Hennes mor var kemisten Josiane Heulot-Serre som så småningom blev rektor vid  École Normale Supérieure de Jeunes Filles i Paris och professor vid Sorbonne. Hon läste Simone de Beauvoirs bok Det andra könet 1949 och blev starkt påverkad och inspirerad. Genom sitt arbete och sin karriär bidrog hon till att göra det möjligt för kvinnor att nå högre positioner inom statliga myndigheter vilket tidigare endast var förbehållet män. Modern kom på så sätt att utgöra en förebild för Claudine Monteil i sitt engagemang för kvinnors rättigheter.
Hennes far är matematikern Jean-Pierre Serre.

### Studietiden och aktivism
Familjen var under flera år bosatt i Princeton, USA där fadern var verksam. Under tidiga skolår blev Claudine Monteil god vän med den enda afroamerikanska eleven i klassen och fick på så sätt tidigt upp ögonen för rådande rasmotsättningar. Claudine Monteil  antogs för studier vid Haverford College i Pennsylvania 1969, det första året då kvinnliga studenter accepterades vid lärosätet. Hon studerade också ryska och deltog i sommarkurser i  Moskva och S:t Petersburg Hon upptäckte att Simone de Beauvoirs bok Det andra könet var förbjuden i Sovjetunionen. Hon iakttog kvinnornas villkor under den kommunistiska regimen, vilket gjorde henne besviken.
Claudine Monteil deltog i studentupproret 1968 men upplevde i efterförloppet  att kvinnorna var uteslutna från den nyvunna "friheten". Från 1970 blev hon en av den franska feministrörelsens första medlemmar (Mouvement de Libération des Femmes, MLF). Genom rörelsens aktiviteter och återkommande möten lärde hon känna Simone de Beauvoir och det ledde till livslång respektfull vänskap trots en åldersskillnad på mer än 40 år. Simone de Beauvoir presenterade henne för sin syster, konstnären Hélène de Beauvoir som också blev en nära vän.

### Yrkesverksamhet
Claudine Monteil gick ur MLF 1975 för att ägna sig åt studier och yrkeslivet, till att börja med som frilansskribent i dagstidningar.
Claudine Monteil studerade litteratur vid Paris universitet, där hon 1972 avlade masterexamen över ämnet Simone de Beauvoir och samhällets kvinnosyn. Hon disputerade i historia vid universitet i Nice 1984, med en avhandling om Simone de Beauvoir, hennes arbete och liv.
Claudine Monteil har haft en lång karriär som diplomat och har också innehaft höga positioner i flera FN-organ, inklusive Unicef och Unesco.
Som skönlitterär författare debuterade Claudine Monteil med Simone de Beauvoir: le movement des femmes, 1995 (svensk översättning 2001). Därefter har hon skrivit flera böcker om Simone de Beauvoir samt om relationen mellan henne och Jean-Paul Sartre. Hon har också skrivit om relationen Oona och Charlie Chaplin, om systrarna Beauvoir samt en thriller, Complots mathématiques à Princeton.

## Författarskap
De tre titlarna som är översatta till svenska har alla fokus på  Simone de Beauvoir och hennes liv ur olika perspektiv.

### Söndagarna med Simone: en rebellflickas memoarer
Denna bok utgår från Claudine Monteils eget liv som ung och engagerad i den franska feministrörelsen. Den publicerades nio år efter att Simone de Beauvoir avlidit. Den kom ut först i Kanada 1995 och  året därpå i Frankrike.Dessförinnan hade ingen fransk feministisk författare skrivit något vänligt om Simone de Beauvoir enligt Åsa Mobergs förord.Claudine Monteil skriver om sin mor, hur hon fängslades och inspirerades av Det andra könet och om hennes ambitioner att bli en yrkeskvinna i akademikervärlden trots omvärldens förväntningar på en gift kvinna.
Claudine Monteil beskriver sin upplevelse av orättvisan i kvinnors villkor i olika sammanhang. Hon vistades flera somrar i Ryssland där hon tyckte sig se kommunismens avigsidor, inte minst i kvinnornas situation. Under gymnasieåren och under influens av de borgerliga klasskamraterna studerade hon Maos kompletta verk men tröttnade på det enformiga budskapet. På moderns förslag började hon läsa Simone de Beauvoir och skriver, efter att ha läst En familjeflickas memoarer: "Mitt liv blev aldrig mer detsamma". Efter att ha engagerat sig i proteströrelsen bland universitetsstuderande i maj 1968 stördes hon av att de vänsterintellektuella unga männen inte visade något intresse för den kvinnliga frigörelsen. Hon fick kontakt med unga kvinnor i Movement de libération de la femme och träffade för första gången Simone de Beauvoir vid ett möte i hennes lägenhet. Därefter följde några år av aktiviteter i form av möten, demonstrationer och manifestationer som bland annat ledde till en förändrad abortlagstiftning och ändrad syn på preventivmedel och graviditet hos ogifta kvinnor.
Vänskapen med Simone de Beauvoir bestod även efter att Claudine Monteil gått ur Movement de libération de femme. Konstnären Hélène de Beauvoir, yngre syster till Simone, med maken Lionel också kom att bli nära vänner. Tillsammans upplevde de den kaotiska uppslutningen vid Jean-Paul Sartres begravning 1980. Simone de Beauvoir var tillintetgjord och svag men levde ytterligare sex år och även hennes begravning skildras i boken.
Slutligen citerar Claudine Monteil en fras som Simone de Beauvoir ofta upprepade för de unga kvinnorna i MLF för att de inte skulle tro att de vunna segrarna skulle vara beständiga: "Var alltid vaksamma".

### Simone de Beauvoir och Jean-Paul Sartre
De som älskade friheten är en biografisk roman som skildrar förhållandet mellan filosoferna och författarna Jean-Paul Sartre och Simone de Beauvoir. Claudine Monteil  baserar sin bok på bland annat Simone de Beauvoirs verk (Mémoires d’une jeune fille rangée, La Force des choses ,Le Deuxième Sexe), Jean-Paul Sartres Les Mots och Situations, korrespondensen mellan Simone de Beauvoir och Jean-Paul Sartre och en biografi över Sartre av Annie Cohen-Solal Författaren som tillhör en yngre generation än de kända filosoferna fick också genom sin vänskap med Simone de Beauvoir en mera personlig insyn i samspelet mellan henne och Jean-Paul Sartre.
Existentialismen var den gemensamma grunden för parets intellektuella gemenskap som baserades på en frihetsklausul, innefattande såväl politisk som intellektuell och sexuell frihet.De möttes tidigt under sina studier, bodde aldrig ihop men umgicks dagligen och arbetade ofta tillsammans.Trots sin nära relation tilltalade de varandra med "ni" (vous). Den erotiska friheten var för omgivningen mera uttalad kring Jean-Paul Sartre som ständigt omgav sig med "ett stall" av unga kvinnor. Politiskt var paret engagerat i Algeriets frigörelsekamp, i Vietnamkriget och i maj 68-protesterna. Däremot var deras reaktioner mot nazismen och stalinismen vaga och Jean-Paul Sartre var livet ut aktiv försvarare av kommunismen.

### Simone de Beauvoir, filosof och författare, Hélène de Beauvoir, konstnär
Systrarna Beauvoir är en biografisk roman över Simone och Hélène de Beauvoir, från deras uppväxt och ungdomsår genom deras divergerande karriärer och åldrande.Författaren grundar sin skildring på brev och samtal med systrarna. Skildringen är till stor del ur den yngre systerns, Hélènes perspektiv.Hélène  har ofta hamnat i skuggan av Simone både inom familjen och i offentliga sammanhang.Uppväxten i en dysfunktionell adlig familj inbjöd till frihetssträvande och revolt där Simone de Beauvoir kom att studera filosofi och publicerade såväl facklitteratur som skönlitteratur. Det andra könet, 1949 som är en genomgång av kvinnans ställning genom historien blev ett internationellt genombrott. Hon mötte tidigt och inledde ett  livslångt partnerskap med filosofen Jean-Paul Sartre. Paret tog ställning i frihetsrörelser såväl i internationella konflikter som i maj 68-rörelsen.  Claudine Monteil lärde känna Simone de Beauvoir i den franska kvinnliga frihetsrörelsen (Movement de libération de la femme) och genom henne fick hon möta och bli vän med systern. Hélène de Beauvoir utbildade sig till bildkonstnär och hade sin första utställning 1937. Hennes make var diplomat och paret var bosatta utomlands under krigsåren. Hon kom också att engagera sig i kvinnokampen genom att bland annat starta kvinnojourer. Claudine Monteil och Hélène de Beauvoir reste till USA för att stötta i kampen för aborträtten. I motsats till den äldre systern levde Hélène de Beauvoir ett lugnt och harmoniskt liv och var uppskattad för sin konst.

### Svenska översättningar
- Söndagarna med Simone: en rebellflickas memoarer (Simone de Beauvoir: le mouvement des femmes) (översättning Adam Inczèdy-Gombos, Atlas, 2001)
- De som älskade friheten: berättelsen om Jean-Paul Sartres och Simone de Beauvoirs livslånga förhållande (Les amants de la liberté) (översättning Elisabeth Zila-Olin, Norstedt, 2002)
- Systrarna Beauvoir (Les soeurs Beauvoir) (översättning Thomas Andersson, Atlantis, 2018)

### Övriga verk
- Les Amants des Temps Modernes, Oona et Charles Chaplin, Paris: Editions 1, 2002, ISBN 2-846-12022-6.
- Simone de Beauvoir, côté femme, cinquante histoires [Illustré]). Paris: Editions Timée, 2006. ISBN 2-915-58642-X.
- Simone de Beauvoir, modernité et engagement, Paris: ed L’Harmattan, 2009, ISBN 978-2-296-10025-1.
- Complots mathématiques à Princeton, Paris: Editions Odile Jacob, thriller, Paris, 2010.
- Simone de Beauvoir et les femmes aujourd'hui, Editions Odile Jacob, Paris 2011